# لاکهید جت‌استار
لاکهید جت‌استار (به انگلیسی: Lockheed JetStar) یک هواگرد ساختِ کارخانهٔ لاکهید کورپوریشن در کشور ایالات متحده آمریکا است که در سال ۱۹۵۷–۱۹۷۸ ساخته شد. نخستین استفاده‌کنندهٔ این هواگرد ارتش شاهنشاهی ایران بوده‌است. این هواگرد برای نخستین بار در ۴ سپتامبر ۱۹۵۷ میلادی مورد استفاده قرار گرفت.